# Zufía
Zufía (en euskera Zufia) es una localidad española, situada en el municipio navarro de Metauten, al pie de la sierra de Lóquiz. Está situada en la parte meridional y llana del municipio, a 500 m de altitud. Dista 52,5 kilómetros de Pamplona y 9,5 de Estella. Cuenta con 71 habitantes a 1 de enero de 2023, con categoría histórica de lugar. El caserío se distribuye de manera irregular alrededor de la iglesia de San Miguel. Hay casas blasonadas, algunas en no muy buen estado de conservación. Bosques de carrascas y encinas cercanos al pueblo posibilitan agradables paseos.

## Toponimia
El nombre del pueblo es vasco, y significa «el puente». Del vasco zufi- (que es variante del normal zubi ‘puente’) con el artículo singular -a. En la documentación antigua aparece escrito como: Çufia, Çuffia (1240, 1268, 1280, 1350, 1366, NEN) y Zuffia (1591, NEN).

## Geografía humana

### Demografía
Cuenta con una población de  habitantes (INE ).
| Gráfica de evolución demográfica de Zufía entre 2004 y |
|                                                        |

## Historia
Se trata de una antigua villa de señorío, que fue donada en 1192 por su titular Pedro Garcés Almoravid a la Orden de San Juan de Jerusalén, quienes además recibieron la iglesia parroquial de San Miguel, transferida por el prelado pamplonés Juan de Tarazona. La orden, que administraba el lugar a través de la encomienda de Bargota, recibía una pecha por parte de sus pecheros o collazo, que hacia 1300 eran 48. A partir del siglo XIII tanto el Monasterio de Santa María la Real de Irache como el Monasterio de Santa María la Real de Iranzu tuvieron propiedades en el lugar, por lo menos hasta 1582. Perteneció al valle de Allín hasta las reformas municipales de 1835-1845, pasando a pertenecer al municipio de Metauten.

## Arte

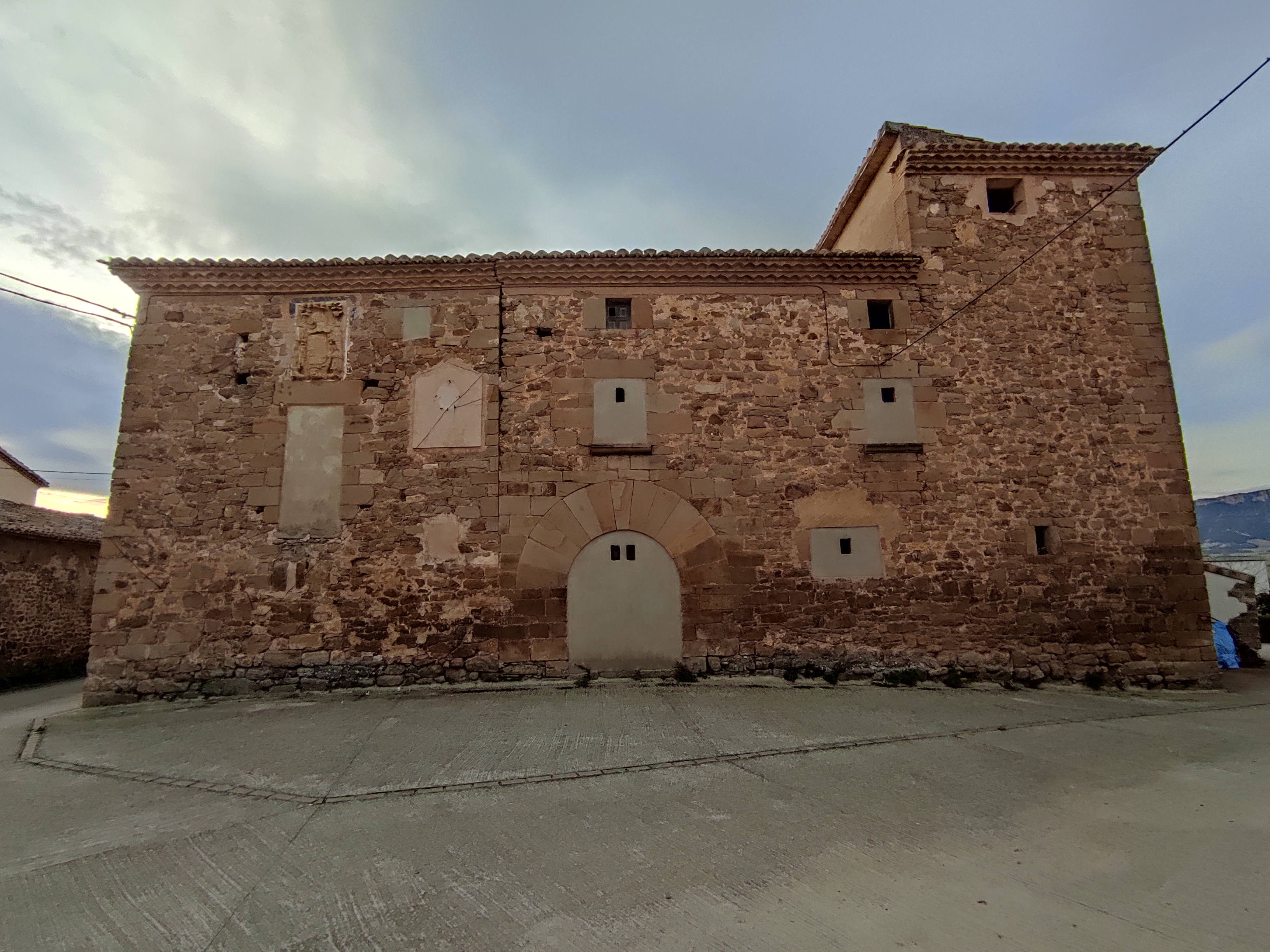
Palacio de Zufía

### Arquitectura civil
El tipo de vivienda que más abunda sigue modelos del siglo XVI, que se concretan en dos cuerpos y ático de sillarejo, abriéndose en el primero de ellos un amplio medio punto de potente dovelaje, con algunos ejemplos en la calle Real. Entre otros edificios, merece destacarse la Palaciana.

### Arquitectura religiosa

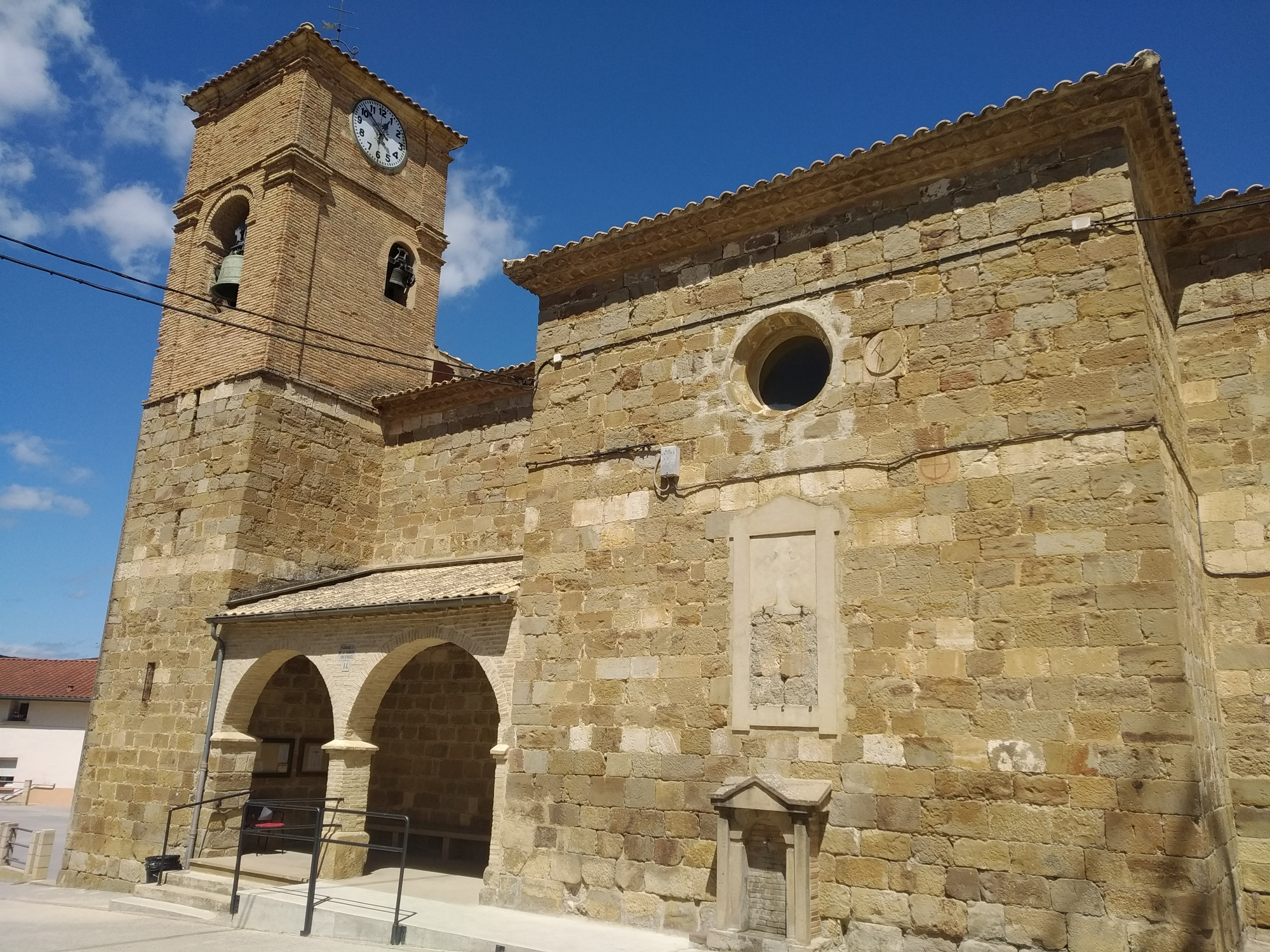
Iglesia de San Miguel.

- Iglesia de San Miguel, construida por el maestro albañil Manuel de Elejalde, de Estella, aprovechándose de partes de un edificio anterior, y acabada en 1796.[1] La iglesia presenta planta de cruz latina y cabecera recta, con la puerta en el lado de la Epístola consistente en un arco apuntado gótico con relieves del siglo XVI. En el lado del Evangelio hay un pequeño retablo del Corazón de Jesús, realizado en 1814 por Agustín Larramendi, escultor de Legaria. Tiene un retablo mayor de finales del siglo XVI, dedicado a San Miguel, obra del maestro escultor Juan Martínez de Gaztaminza, de Olazagutía.
- Ermita de Nuestra Señora de Blanca, nave rectangular, de aspecto medieval, en un extremo del pueblo, en dirección a Arteaga.

## Cultura
- Fiestas en honor a su patrón, San Miguel Arcángel. El fin de semana más cercano al día 29 de septiembre.
- Fiesta de la hondanada del valle de Allín-Metauten.
- Romería a la Virgen del Puy.